# Korkiakari (klippa i Egentliga Finland, lat 60,32, long 21,72)
Korkiakari är en ö i Finland. Den ligger i Skärgårdshavet och i kommunen Nådendal i landskapet Egentliga Finland, i den sydvästra delen av landet. Ön ligger omkring 34 kilometer väster om Åbo och omkring 180 kilometer väster om Helsingfors.
Öns area är 5,2 hektar och dess största längd är 380 meter i sydöst-nordvästlig riktning. Närmaste större samhälle är Rimito, 13,5 km nordost om Korkiakari.